# 譚文 (中華民國)
譚文（1912年—1937年9月3日），汉族，字書元，山東海陽人，中華民國空軍軍官。

## 生平

### 早年
譚文字書元，民國元年（1912年）出生，山東省海陽縣人。清朝末年民國初年，山東因為人口眾多，許多當地人感到生活困難，不少人移民到東北，譚文的父親與祖父那一輩亦是因為生計問題，同樣移居遼東。譚文自幼在東北成長，中學畢業後，有感當時日本人在東北時常歧視與欺負中國人，深感痛心，譚文便與許多青年，一同加入東北軍。

### 軍旅生活
譚文考取位在瀋陽東塔的東北航空學校，學習飛行相關技術。民國二十年，日本關東軍發動「九一八事變」，佔領東三省及熱河，東北空軍及航空學校被日本關東軍接收停辦，他與許多不願依附日本的東北飛行員及航空學校師生，決定離開東北前往北平。
譚文在北平時，有一日他看到中央航空學校在北平招生廣告，於是前往報考，考取中央航空學校，成為該校第三期學生，開始接受將近兩年的軍事及飛行專業訓練。由於譚文曾經在東北航空學校受訓，因此飛行技術大為進步，有一定水準，因此，民國二十三年自中央航校畢業後，留校擔任少尉飛行教官。之後，譚文調任空軍第四大隊第二十一隊任少尉分隊長，參與中華民國軍隊進攻中共戰事，由於立下相關戰功，民國二十六年五月擢升為中尉分隊長。

## 抗日事蹟
民國二十六年，「七七事變」爆發，八月十三日日軍大規模進攻淞滬。十四日，日軍駐防臺北的本鹿屋航空隊出動十八架九六式轟炸機，於下午十四時五十分襲擊廣德及杭州筧橋機場。第四大隊獲報立即迎戰，大隊長高志航在譚文協助下，於杭州上空擊落一架敵機，此為中華民國空軍在空戰中首次擊落日本飛機之歷史紀錄。同日，中華民國空軍軍機又擊落數架日本飛機，史稱「八一四大捷」。
八月十五日上午七時，日機再度前來襲擊杭州筧橋機場，第四大隊二十一架霍克機在大隊長高志航率領下，升空迎敵。譚文在喬司上空擊落敵機一架。同日中午，南京防空司令部接獲情報，日機將攻擊南京，第四大隊奉命前往協同駐句容第三大隊作戰。下午十三時三十分，第四大隊與敵機在南京方山上空展開空戰，譚文與苑金涵兩人合力擊落一架敵機。十五日筧橋與方山兩次空戰，中華民國空軍擊落敵機多架，戰果豐碩。
九月三日，空軍第四大隊奉命飛往吳淞支援友軍作戰，譚文駕編號二三一零號霍克機飛抵瀏河南方時，發現七、八架敵機，在陣地上空飛翔。於是譚文與敵戰鬥三十分鐘，擊傷敵機兩架，但他的座機因油箱中彈著火，導致機毀人亡，年僅二十六歲，遺孤一子(譚立元)。譚文殉職後，中華民國政府追贈他為空軍上尉。

## 評價
譚文生前給人印象沉默寡言，做事謹慎，是一為具有抱負與想法的人。當淞滬戰役爆發後，空軍第四大隊連日與日軍作戰，自大隊長高志航、隊員沈崇誨以下成員大多陣亡殉職。中華民國政府追贈他為空軍上尉。